# كوشيغايا (سايتاما)
مدينة كوشيغايا (بالإنجليزية: Koshigaya)‏ هي أحد المدن التابعة لمحافظة سايتاما. تأسست رسميًا في 03/11/1958. ويقدر عدد سكانها بـ 318592 نسمة حسب تقدير مكتب الإحصاء الياباني لعام 2012. تبلغ مساحة كوشيغايا 60.31 كم2. بكثافة سكانية تبلغ 5283 نسمة/كم2.

## أعلام
- جونري ناميجاتا
- أتسوشي
- كوسوكي كيكوتشي
- كوهي هيجا
- ميغومي كودو